# Kościół św. Marcina w Kortrijk
Kościół św. Marcina (nid. Sint-Maartenskerk) – gotycko-neogotycka świątynia rzymskokatolicka znajdująca się w belgijskim mieście Kortrijk.

## Historia
Pierwsza wzmianka o świątyni pochodzi z 1027 roku, kiedy to kierujący diecezją Tournai-Noyon biskup Hardewijn przekazał patronat nad kościołem rodowi Oudenaarde. W 1149 lub 1150 Arnulf III van Oudenaarde zwrócił kościół biskupom Tournai. Do 1270 znajdowała się tu najprawdopodobniej romańska, trójnawowa bazylika. Następnie wzniesiono tu gotycki kościół, zniszczony w 1382 podczas najazdu Bretonów po bitwie pod Roosebeke. W 1390 roku rozpoczęto odbudowę, w 1414 ukończono prace w prezbiterium, które przywrócono do celów kultowych. W latach 1414–1415 wyremontowano i rozbudowano fasadę, a w 1439 ukończono budowę wieży. W latach 1416–1449 wzniesiono sklepienia korpusu nawowego, a w 1454 rozpoczęto rozbudowę kościoła o transept i kaplice boczne. Prace budowlane trwały do początku XVI wieku.
W 1566 kościół ocalał podczas rewolty ikonoklastów, lecz 30 sierpnia 1578 został splądrowany przez kalwinistów. Naprawianie szkód trwało do połowy XVII wieku. W 1603 zainstalowano zegar na wieży. W 1757 rozebrano XV-wieczne lektorium, a odzyskany materiał wykorzystano przy budowie zakrystii w 1761 roku.
W 7 sierpnia 1862 w wieżę uderzył piorun, powodując zawalenie się części sklepienia i znaczne uszkodzenia kościoła. Carillon został całkowicie zniszczony wskutek pożaru. Ruiny wieży rozebrano. W 1866 rozpoczęto odbudowę prezbiterium, które ponownie otwarto 5 czerwca 1870. W latach 1875–1876 odbudowano wieżę według projektu Leopolda De Geynego. W latach 1884–1886 wnętrze poddano renowacji i wzniesiono nowy portal główny. 19 kwietnia 1937 kościół wpisano na listę zabytków. W 1958 do północnego ramienia transeptu dobudowano od wschodu neobarokową kaplicę boczną. W latach 1978–1981 odrestaurowano wnętrze, a w 1987 – wieżę kościelną.

## Architektura i wyposażenie
Świątynia gotycko-neogotycka, trójnawowa, o układzie halowym, z transeptem. Głównym materiałem budowy korpusu nawowego i transeptu jest wapień, a prezbiterium – czerwona cegła. Na 83-metrowej wieży kościoła zawieszono 49-dzwonowy carillon, odlany w 1880 roku. Na wysokości 65 m działa taras widokowy, nieczynny w sezonie lęgowym z powodu znajdującego się na niej gniazda sokoła wędrownego.
Wnętrze zdobią:
- obraz męczeństwa św. Katarzyny pędzla Karela van Mandera z 1582,
- wysokie na 6,5 m sakramentarium z lat 1585–1586[2],
- tzw. Tryptyk św. Ducha autorstwa Bernaerta de Rijckerego(inne języki) z 1587,
- wczesnobarokowa ambona z 1665,
- chrzcielnica z czerwonego, złoconego marmuru ok. 1760,
- figury apostołów na przy kolumnach nawy głównej z ok. 1770.

Organy wykonał w latach 1886–1887 Pierre Schyven, wyremontowano je w 1954 roku. Drugie, mniejsze organy, pochodzące z warsztatu Loncke, ustawiono przed ołtarzem głównym w 1968 roku.

## Galeria

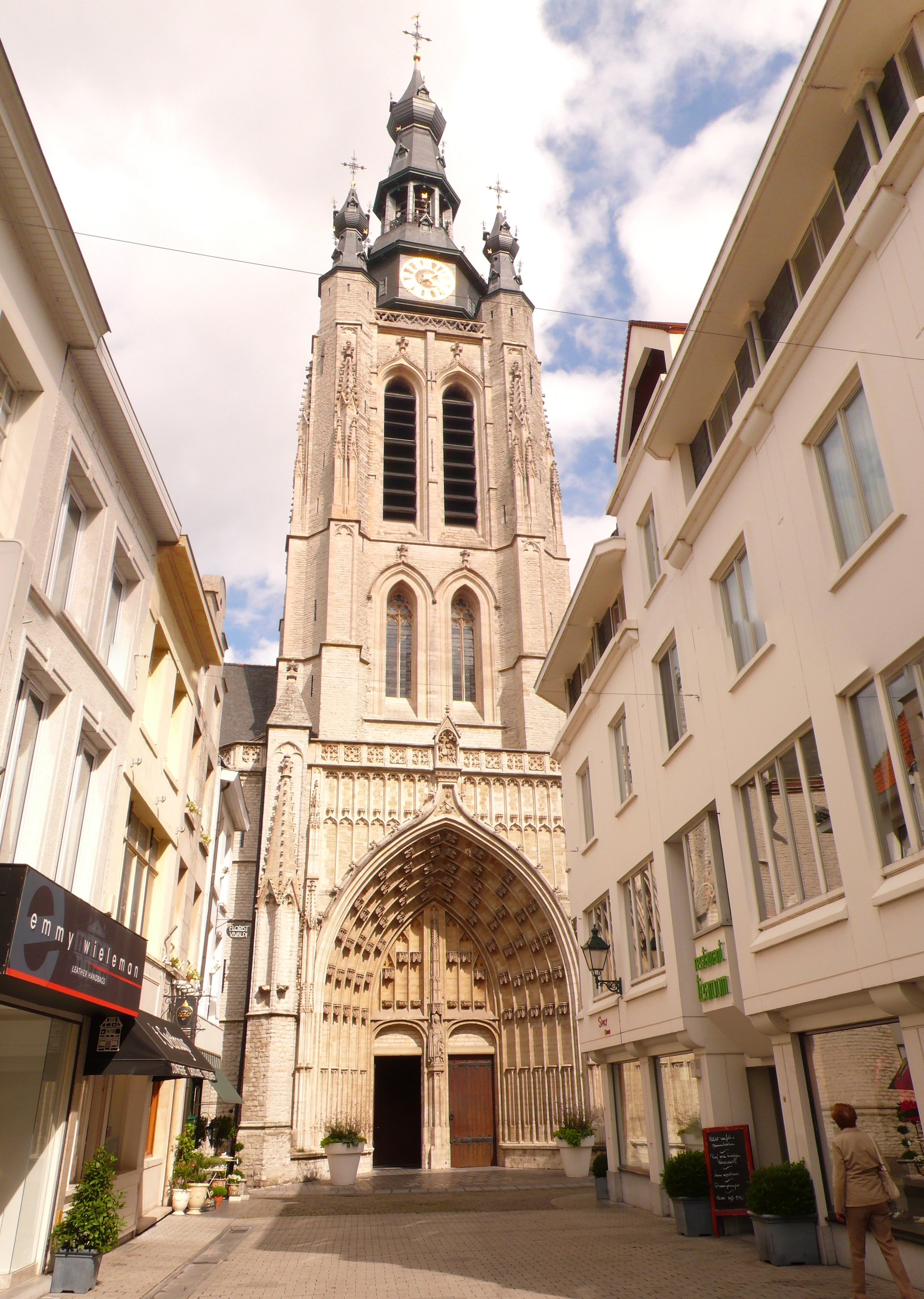
Wieża
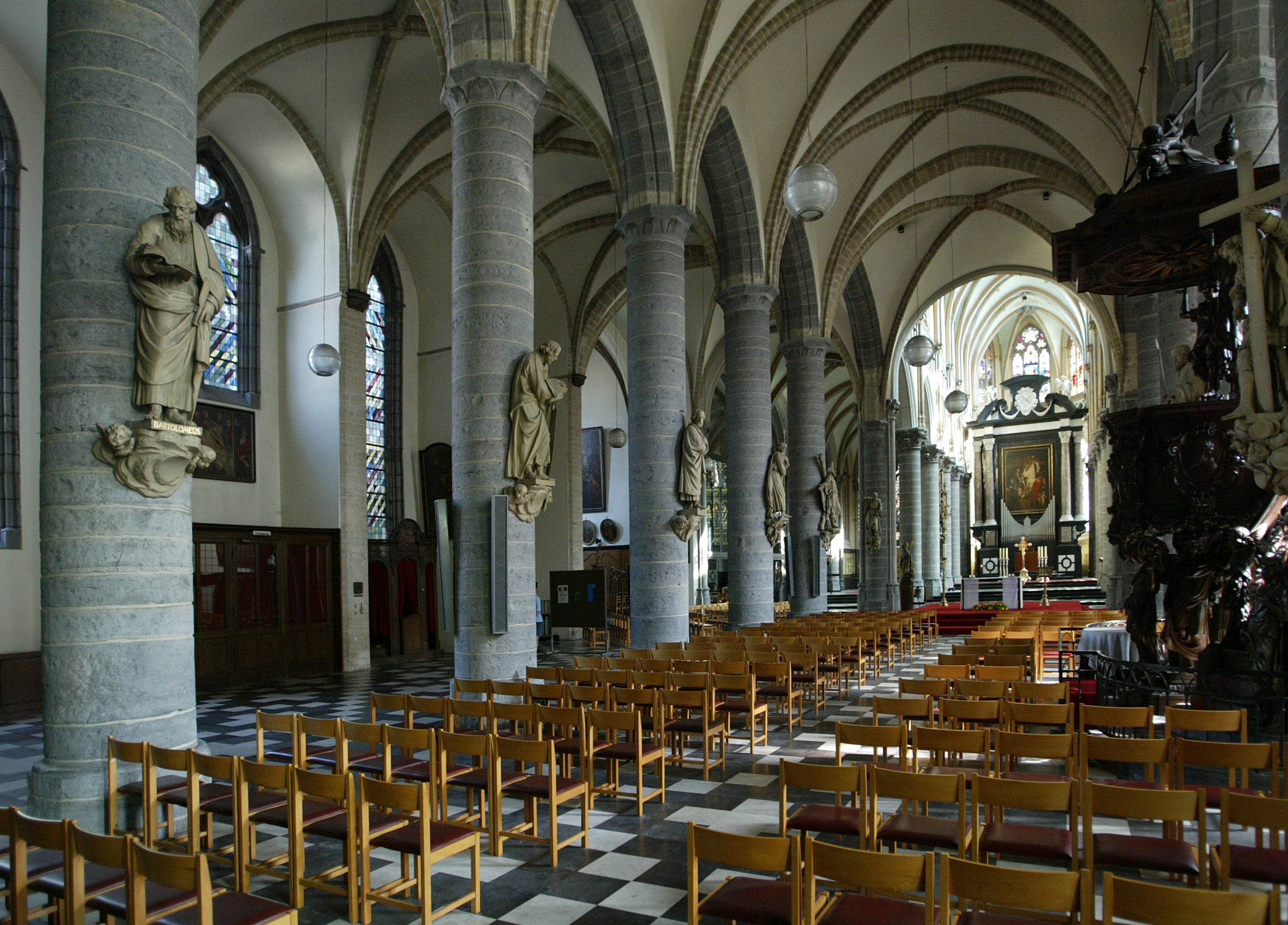
Wnętrze
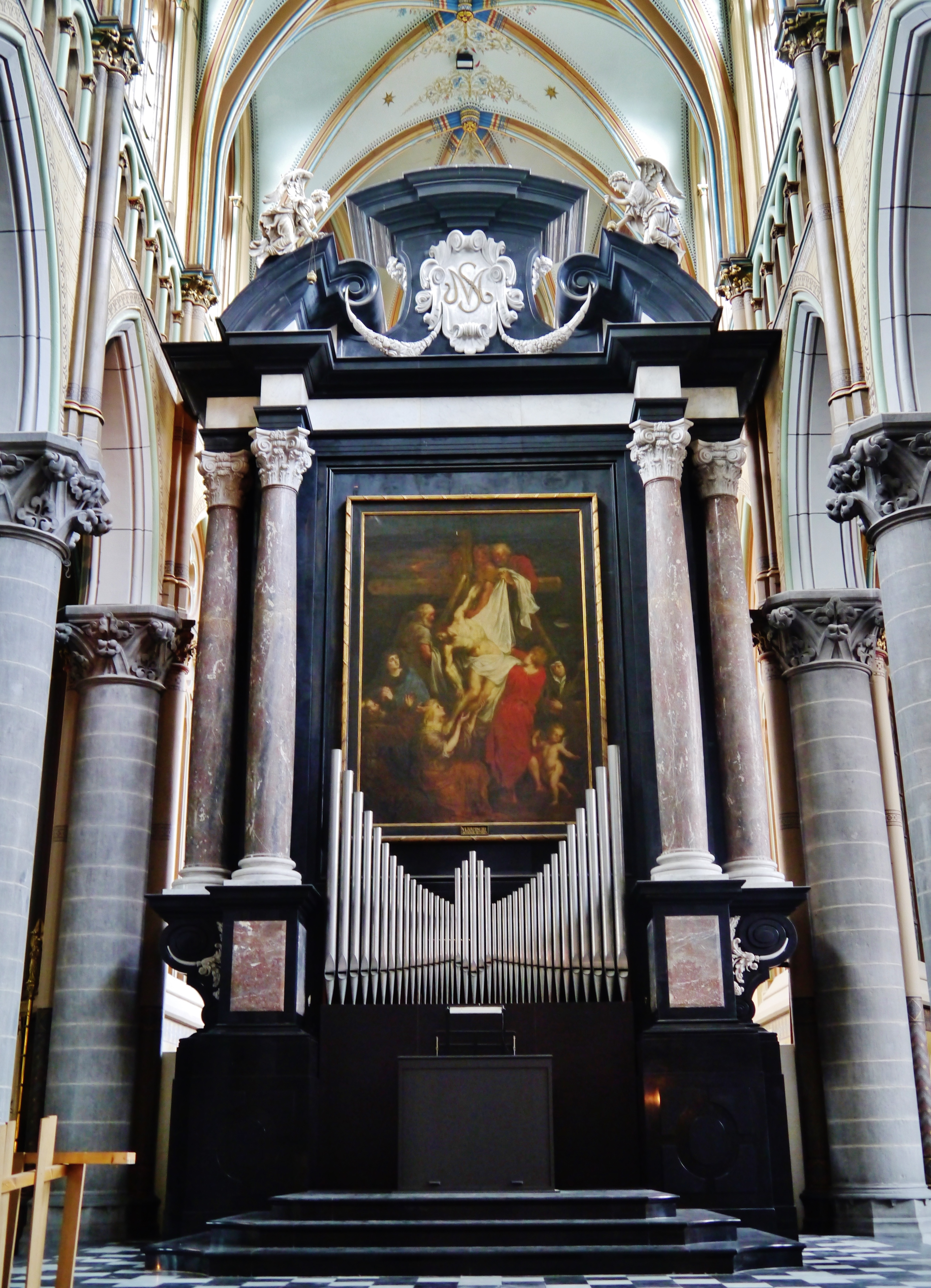
Ołtarz główny
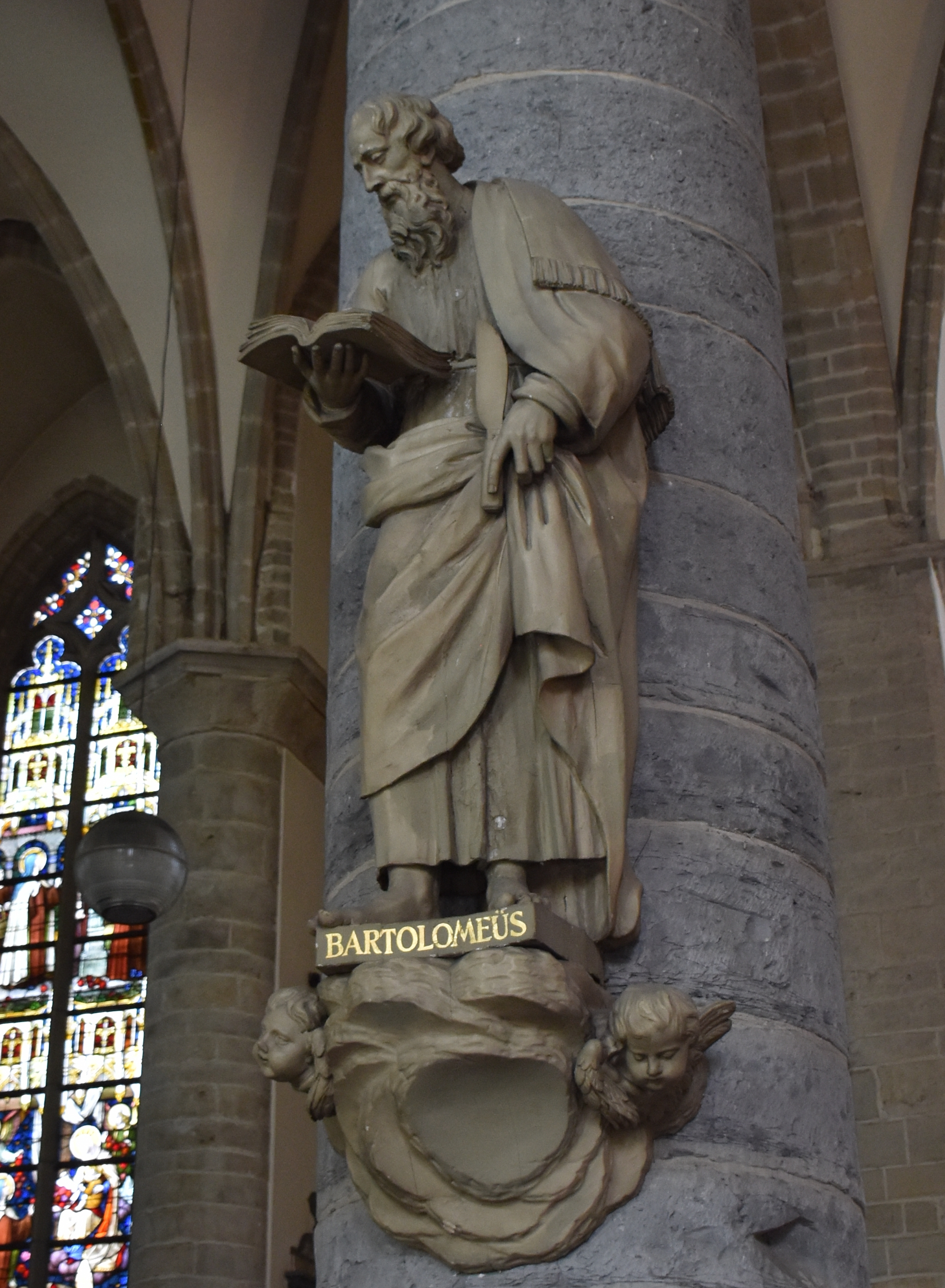
Jedna z figur apostołów (św. Bartłomiej)